# Кленовое (Богодуховский район)
Кленовое (укр. Кленове) — село,
Кленовский сельский совет,
Богодуховский район,
Харьковская область, Украина.
Код КОАТУУ — 6320884501. Население по переписи 2001 г. составляет 799 (345/454 м/ж) человек.
Является административным центром Кленовского сельского совета, в который, кроме того, входят
посёлки Малая Ивановка и
Таверовка
и сёла
Мерло,
Песочин и
Шигимагино.

## Географическое положение
Село Кленовое находится в истоках безымянного ручья, который через 3 км впадает в реку Мерла.
На ручье сделано много запруд.
В 4-х км расположено село Мерло.

## История
- 1804 — дата основания.
- 1883 — имение Кленовое приобрёл губернский секретарь Гебенштрейт Хрисанф Иванович.
- конец 1880-х — имения Кленовое приобретает барон Л. Е. Кёниг.

## Экономика
- «Таверовское», ОАО, производство сельскохозяйственной продукции.

## Объекты социальной сферы
- Учебно-воспитательный комплекс.
- Фельдшерско-акушерский пункт.
- Кленовский спиртзавод

## Известные люди
- Гебенштрейт Хрисанф Иванович — губернский секретарь. Имение Шаровка и Кленовое Богодуховского уезда в 1883 г.
- Тронько Петр Тимофеевич, преподавал в Кленовской СШ, избирался депутатом Кленовского сельского совета.

## Достопримечательности
- Братская могила советских воинов и партизан. Памятный знак воинам-односельчанам. Похоронено 268 воинов и 2 партизана.

## Экология
- Рядом с селом проходит ЛЭП 330 кВ.
- В селе находится пять прудов: Байраковский, Заводской, Нижний, Джигуновский и Пятый.